# Nikolaï Pirogov
« Pirogov » redirige ici.  Pour sa biographie au cinéma, voir Pirogov (film).
Nikolaï Ivanovitch Pirogov (en russe : Никола́й Ива́нович Пирого́в, né le 25 novembre 1810  à Moscou, mort le 5 décembre 1881 dans la région de Vinnitsa) est un célèbre chirurgien russe, un des fondateurs de la chirurgie militaire, fondateur de la Croix-Rouge russe.
Fils de fonctionnaire faculté de médecine à 14 ans médecin à 17. 
Il a découvert une technique spéciale d'amputation du pied qui aujourd'hui encore porte son nom.
Il a publié une thèse qui fait référence sur la ligature de l'aorte abdominale.

## Biographie
Il réalisa la première anesthésie (à l'éther) en temps de guerre et utilisa massivement l'immobilisation plâtrée lors du Siège de Sébastopol. Il a d'ailleurs lancé le débat sur l'éducation et le travail des femmes, après son expérience de ce siège lors duquel il a beaucoup travaillé avec des femmes comme aides-soignantes, dont la sœur de Griboïedov (Catherine) et celle de Bakounine, dans l'hôpital militaire installé dans l'édifice de l'Assemblée de la noblesse de Simferopol.
Avec sa renommée, on a fait appel à lui pour sauver Giuseppe Garibaldi de la gangrène en 1857.
Il s'est, d'autre part, intéressé à l'éducation en Russie, critiquant les problèmes de pédagogie et soulignant ses enjeux éthiques.

## Postérité
Le musée d'État Pirogov a été fondé en 1944 dans la maison de Nikolaï Pirogov, l'Université médicale à Vinnitsa.

## Œuvres
- Chirurgische Anatomie der Arterienstämme und Fascien. Neu bearbeitet von Julius Szymanowski : Mit 50 Abbildungen nach der Natur gezeichnet von F. Schlater, lithographirt von C. Schmiedel. C. F. Winter, Leipzig / Heidelberg 1860[3]

- « Regard sur le statut général de nos universités », Circulaire sur l’administration de l’académie de Kiev, 1861 (en russe : Пирогов, Николай Ивaнович, « Взгляд на общий устав наших университетов », Циркуляр по управлении киевским округом, март 1861, ст. 40-50)

- « Observations de Pirogov sur l’ébauche du Statut des Universités de l’empire russes », Nouvelles de Saint-Pétersbourg, 1862 (en russe : Пирогов, Николай Ивaнович, « Замечания Н. И. Пирогова на проект устава имперских российских университетах », Cакт-Питербурския Ведомости, 5-6 апрель 1862, ст. 339-40, 346).

- La Question des universités, 1863 (en russe : Пирогов, Николай Ивaнович, Университетский вопрос, 1863)

- Les Questions de la Vie, ou Journal d'un vieux médecin, 1881 (titre original : Вопросы жизни. Дневник старого врача)[4],[2]